# 小林大祐 (実業家)
小林 大祐（こばやし たいゆう、1912年6月13日 - 1994年8月21日）は、日本の経営者。富士通社長、会長を務めた。

## 来歴・人物
兵庫県多可郡加美町出身。1935年に京都帝国大学工学部電気工学科を卒業し、同年に富士電機製造に入社。同年に富士通信機製造に転じ、1964年に取締役に就任し、常務、専務、副社長を経て、1976年3月に社長に就任。1981年6月に会長に就任し、1986年5月に取締役相談役を経て、1987年6月から相談役を務めた。
1965年に毎日工業技術賞を受賞し、1971年に紫綬褒章を受章し、1978年に藍綬褒章を受章し、1986年4月に勲一等瑞宝章を受章。
1994年8月21日、気管支肺炎のために死去。82歳没。